# Piękna Galatea

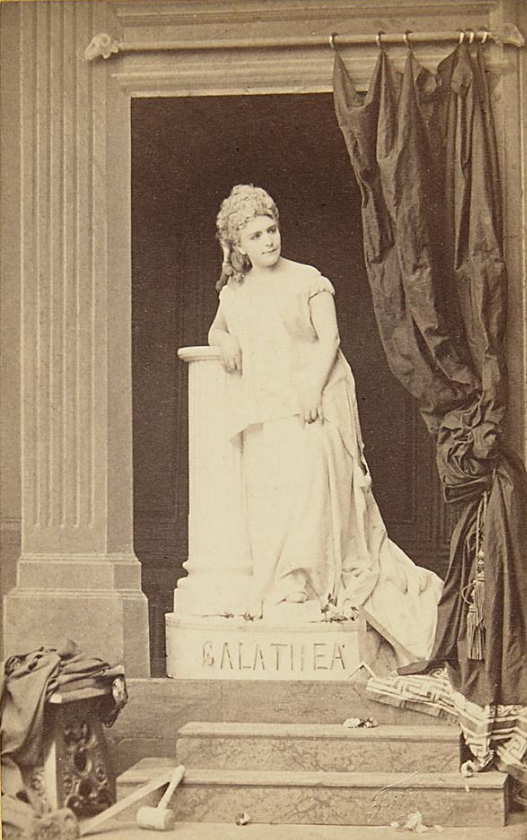
Minna Wagner jako Galatea.

Piękna Galatea (niem. Die schöne Galathée) – operetka Franza von Suppégo w jednym akcie. Autorem libretta jest Poly Henrion. Prapremiera odbyła się w Wiedniu 9 września 1865. Premiera polska odbyła się w Warszawie 4 sierpnia 1867.

## Geneza
Utwór powstał pod wpływem paryskiej operetki Piękna Helena, która zapoczątkowała modę na tematykę starożytnej w teatrzykach operetkowych. Fabuła utworu osnuta jest wokół starogreckiego mitu o Pigmalionie i Galatei. Zakończenie mitu zostało przerobione na bardziej przewrotne i zabawne, podobnie jak w przypadku pierwowzoru.

## Fabuła
Akcja rozgrywa się na starożytnym Cyprze. Pigmalion, który zazdrośnie strzeże swego ukochanego posągu, wydał swemu służącemu - Ganimedowi zakaz dopuszczania kogokolwiek do Galatei. Ten jednak (przekupiony paroma sztukami złota) pozwala mecenasowi sztuki - Midasowi spojrzeć na posąg. Pigmalion przepędza Midasa i błaga Wenus, by ożywiła marmurowy posąg. Wenus spełnia prośbę i oto Galatea ożywa. Jej zachowanie rozczarowuje jednak Pigmaliona: zamiast okazać miłość i wdzięczność swemu twórcy, wyprawia go po posiłek do gospody i zaczyna kokietować młodego Ganimeda. Parę nachodzi Midas, który również jest zafascynowany piękną Galateą i próbuje zmiękczyć jej serce biżuterią i kosztownościami. Galatea podarki przyjmuje, jednak nadal pozostaje nieczuła. Gdy Pigmalion powraca z jedzeniem i piciem, Midas chowa się za kotarą, a Galatea (spożywszy posiłek zakrapiany winem) ucieka z Ganimedem. Pigmalion zaczyna jej szukać wspólnie z Midasem (który martwi się o utraconą biżuterię) i odnajdują ją - w chwili gdy Ganimedes uczy ją pocałunku. Załamany Pigmalion znów modli się do Wenus i prosi ją, by przemieniła Galateę z powrotem w marmur. Prośba zostaje wysłuchana. Galatea przemienia się w marmurowy posąg, który Pigmalion odsprzedaje Midasowi.

## Ekranizacje
- Die schöne Galathee (1914)[2]
- Die schöne Galathee (1959, reż. Hermann Lanske)[3]
- Den sköna Galatea (1963)[4]
- Die schöne Galathee (1964, reż. Leo Sourisseaux)[5]